# La Grille
La Grille is een vulkaan op het eiland Grande Comore, van de eilandengroep Comoren. 

## Beschrijving
La Grille is een schildvulkaan aan de noordkant van het eiland en heeft geen topcaldera zoals zijn grotere en bekendere buurman in het zuiden, de Karthala. De basaltvulkaan La Grille verschilt ook van Karthala door de overvloed aan pyroklastische kegels tot 800 m hoog. De kegels zijn uitgebarsten langs breuken die parallel lopen aan de topkam, die een onregelmatig profiel heeft en langwerpig is in noord-zuid richting, en langs radiale breuken die tot aan de kust reiken. Hoewel de exacte datum van de laatste uitbarsting van La Grille onbekend is, suggereren lavastromen die de zijkanten bedekken en nog niet opnieuw gekoloniseerd zijn door vegetatie dat de vulkaan slechts een paar honderd jaar geleden voor het laatst is uitgebarsten. Recente lavastromen, sommige mogelijk nog maar een paar honderd jaar oud, hebben de zee bereikt vanuit spleten op de lagere westelijke, noordelijke en oostelijke flanken.

## Geografie
La Grille ligt op het eiland Grande Comore, een noordelijk eiland van de Comoren in de Straat van Mozambique in de Indische Oceaan. De vulkaan wordt in het zuiden begrensd door Karthala, een andere vulkaan die tot 2.361 meter hoog reikt. Een weg rond de kust van Grande Comore loopt langs de oost-, noord- en westkant van La Grille en verbindt de Luchthaven Prins Said Ibrahim met het westen van het eiland. Er liggen veel dorpen aan de kust en op de vulkaan, waar ook elektriciteitsmasten staan.
La Grille ziet eruit als een bergketen die van noord naar zuid loopt, gemiddeld 800 meter hoog is en bedekt is met stratovulkaankegels, waardoor de vulkaan een maximale hoogte van 1.087 meter heeft. In tegenstelling tot zijn buurman Karthala heeft La Grille geen caldera. Verschillende eruptieve uitbarstingen bevinden zich langs de spleten die van noord naar zuid langs de vulkaan lopen, parallel aan de bergkam, en andere spleten langs de kust. Lavabasalt ontsnapt soms uit deze eruptieve openingen en bereikt soms de zee aan de oost-, noord- en westkant van de vulkaan. Veel lavastromen zijn nog steeds zichtbaar, maar een paar ervan worden snel opnieuw gekoloniseerd door tropische kokospalmen op het eiland.

## Important Bird Area
Het park is aangewezen als Important Bird Area door BirdLife International vanwege het belang voor significante populaties van Comorenlijster, Comorenolijfduif, Comorenwever, Comorese blauwe duif, Grande-Comorebuulbuul, Grande-Comorehoningzuiger, Grande-Comorestruikzanger en Réunionkiekendief.